# Коронація в давнину

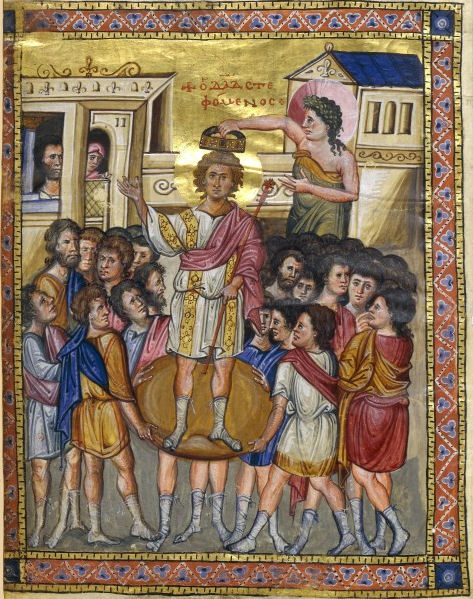
Коронація короля Давида в Стародавньому Ізраїлі.

Коронація в давнину — спеціальні церемонії введення нового правителя на трон відомі ще з історії найдавніших держав. Історичні факти введення нового монарха церемонією коронації можна простежити від доби класичної античності, й далі до Стародавнього Близького Сходу, Вавилону й Єгипту.

## Давній Єгипет

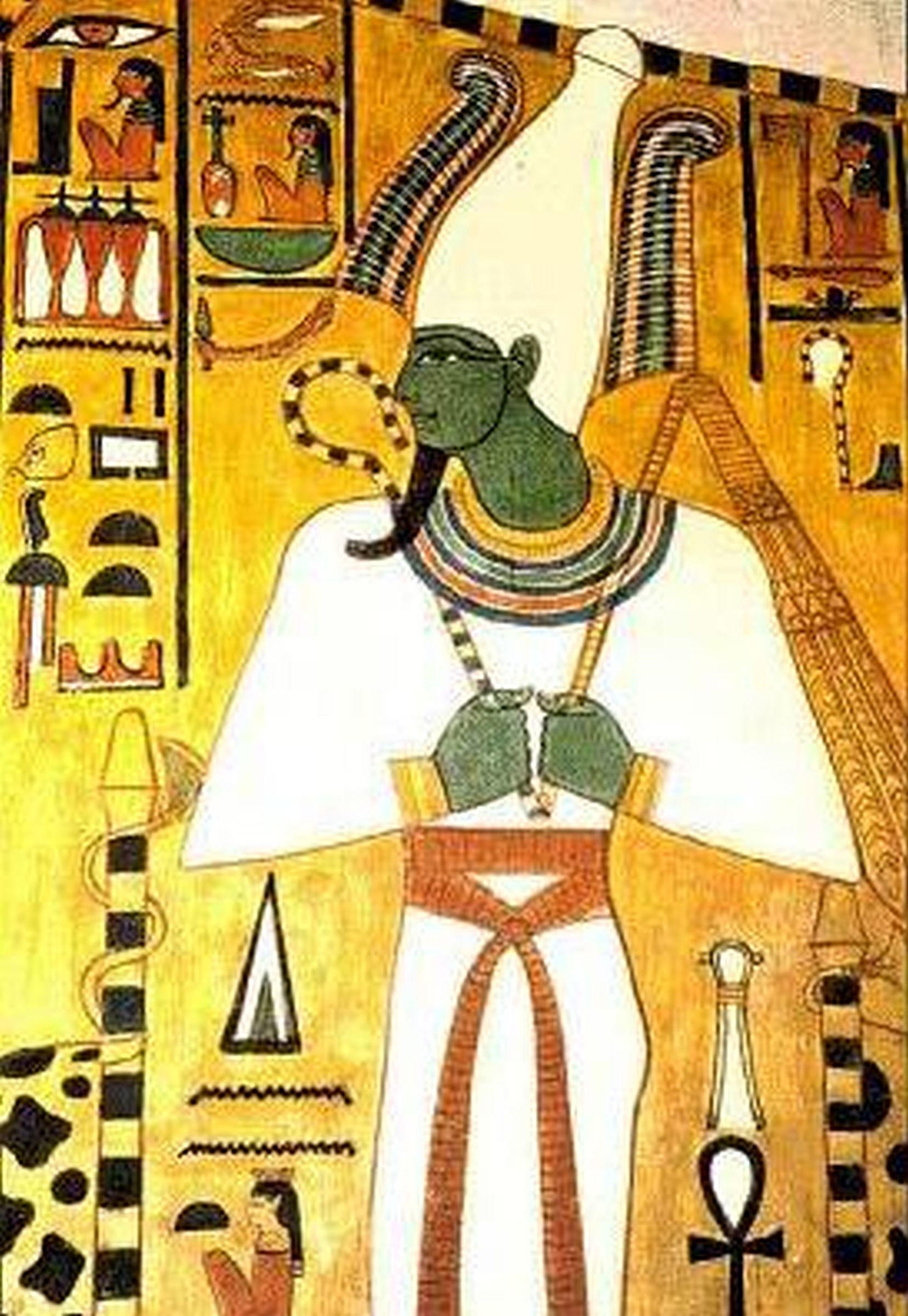
Осіріс з королівськими клейнодами

Вважалось, що фараони Стародавнього Єгипту були божествами. Під час церемонії коронації фараон перетворювався на бога завдяки його єднанню з душою Ка або життєвою силою душі Єгипту. Всі попередні правителі Єгипту володіли цією королівською Ка, і під час коронації новий монарх ставав божественним як "одне ціле з королівською Ка, коли його людська подоба була охоплена безсмертною стихією, яка протікає всією його особою і живе в ній".  
Це робило його сином Ра, бога Сонця, Гора, бога сокола, та Осіріса, бога життя, смерті та родючості. Починаючи з Середнього царства, фараона також стали вважати сином Амона, головного з єгипетських богів, поки його культ не згас у подальших століттях. Після смерті фараон ставав цілком божественним, згідно з єгипетськими віруваннями, будучи асимільованим з Осірісом та Ра.
Після смерті правлячого фараона слід було негайно назвати його наступника, щоб космічний захист нації продовжувався безперервно. Хоча новий монарх сходив на престол вже наступного дня, церемонію коронації проводили лише в перший день нового сезону, що символізувало початок нової ери. Зазвичай церемонію в Мемфісі проводив первосвященик, який надав новому королю необхідні повноваження для продовження роботи своїх попередників.
Як постійне нагадування своєму народові про його божественне первородство, фараон носив різні елементи королівських регалій, які змінювались залежно від конкретного періоду в єгипетській історії. Серед них були фальшива борода, виготовлена з козячого волосся, що ототожнювала його з богом Осірісом; скіпетр за формою схожий на ґирлиґу чабана, відомого у Гека, що означав «правитель» і асоціювався з магією; і батіг під назвою "Негага", символ його авторитету та влади. 
Новий монарх також носив фартух Шемсета, тоді як його спину захищав бичачий хвіст, що звисав за пояс, що символізував силу, хоча згодом ця традиція була закінчена. Під час коронації він отримував корону: залежно від історичного періоду, король міг отримати Білу корону або Хеджет (корону Верхнього Єгипту), Червону корону або Дешрет (корону Нижнього Єгипту), Пшент або Sekhemti (Подвійна Корона, що поєднувала Білу і Червону Корони), Немес або Смугасту корону, Хепреш або Блакитну Корону чи іншу церемоніальну корону Давнього Єгипту. 
Пшент використовувалм для найвищих відомих державних церемоній, і нею коронували фараонів з Першої династії. Коли хеджет поєднували з червоним страусиним пір'ям з культу Осіріса, отриману діадему називали короною Атефа.

## Давній Ізраїль
Згідно зі Старим Завітом й Танах, правителі в біблійному Ізраїлі були короновані та помазані, найчастіше пророком або первосвящеником. В Книзі Самуїла згадується, що пророк Самуїл помазує Саула першим царем Ізраїлю. Після смерті Саула корона, яка була на його голові, передається Давиду. Самуїл також помазує й Давида на царство. Пізніше Давид увінчується себе аммонітською короною, після завоювання Рабби, столиці Аммоніту. Друга книга Царств, 12:30
```
"Тож Давив зібрав увесь народ, пішов на Раввата, воював проти нього і взяв його. Він узяв вінець Мелхола, їхнього царя з його голови (його вага - талант золота і дорогоцінного каменя), і був на голові Давида." 
```

В IV книзі Царів 9: 1-6 розповідаєтся про помазання Єгу  як царя Ізраїля. 
Описуються в Біблії й процедури коронації в інших державах. Так, в книзі Естер 2:17 згадується коронація Естер як супруги Агасфера, правителя Персії.
Детальний опис помазання й коронації в стародавній Юдеї міститься в IV книзі Царів 11:12 та в II Книзі Хронік 23:11, де семирічний Йоас коронований в результаті державного перевороту проти правительки Аталії. Ця церемонія відбулася біля дверей Єрусалимського храму. 
```
"Священик роздав сотникам списи й щити царя Давида, що були в Господньому храмі. І поставали вартові, кожен із зброєю в руках, від правого до лівого боку храму, лицем до жертовника і до храму, навкруги царя. Тоді Єгояда вивів царського сина, поклав на нього вінець і царські ознаки, проголосив його царем і помазав його. Ті ж плескали в долоні й гукали: “Нехай живе цар!” Почувши гуки людей, Аталія пішла до народу в Господній храм, і бачить - стоїть цар на підвищенні, за звичаєм, а співаки й сурмачі при Царі і весь народ із сіл веселиться й сурмить у сурми. І роздерла Аталія одежу на собі й скрикнула: “Змова! Змова!” Та священик Єгояда повелів сотникам, тим, що були над військом, і сказав їм: “Виведіть її з двору (святині), а хто за нею піде, того убийте мечем!”  (IV книга Царств 11:10-15)."
```

```
"Потім священик Йояда роздав начальникам над сотнями списи та великі й малі щити царя Давида, що були в Божому домі, і поставив увесь народ, кожного зо зброєю в руці, від правого до лівого рогу дому, коло жертовника й коло дому, навколо царя. І вивели царського сина й наділи на нього вінець та відзнаки й настановили його царем. Йояда та його сини помазали його й закликали: «Нехай живе цар!» (II Книга Хронік 23:9-12)"
```

Потім люди "плескали в долоні" і кричали "Боже, бережи короля", коли сурмили, звучала музика, а співаки виголошували хвалебні гімни. Всі ці елементи в тій чи іншій формі знайдуть своє відображення у майбутніх європейських ритуалах коронації в європейських країнах.

## Епоха Античності
Стародавня Персія.  

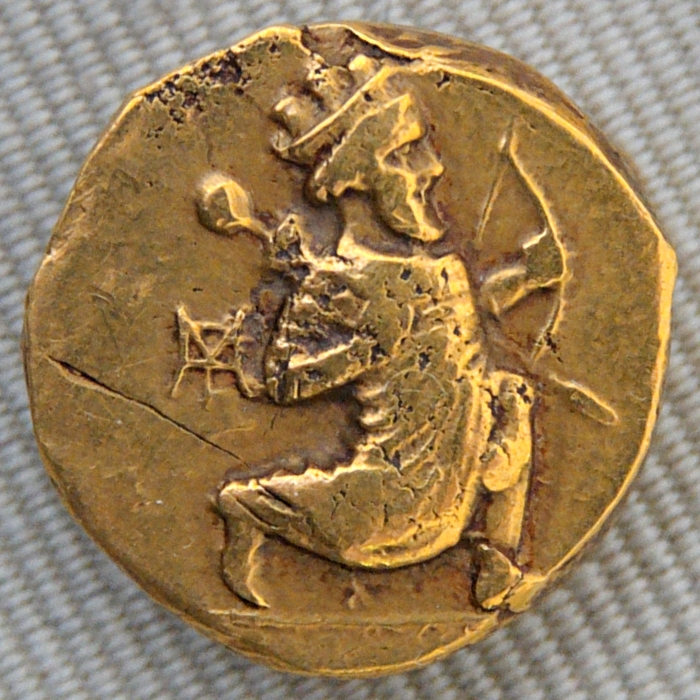
Монета з зображенням короля Персії Артаксеркса II, Вавилон, 4 ст. до Р.Х.

Плутарх у своїй книзі "Життя короля Артаксеркса" писав, що правитель Вавилону повинен був поїхати до древньої столиці Пасаргади для проведення церемонії коронації. Опинившись там, він увійшов у храм "до войовничої богині, яку можна прирівняти до Артеміди" (ім'я якої сьогодні невідоме, а також не можна знайти цей храм), і там позбавився власного одягу, замінивши на одяг, який носив Кір I на його коронуванні. Після цього споживав «крихкий» інжир, інші ритуальні страви й випивав чашку кислого молока. Плутарх зауважив, що "якщо й є будь-які інші обряди, це невідомо нікому, крім тих, які присутні на них". 
Стародавня Греція.  

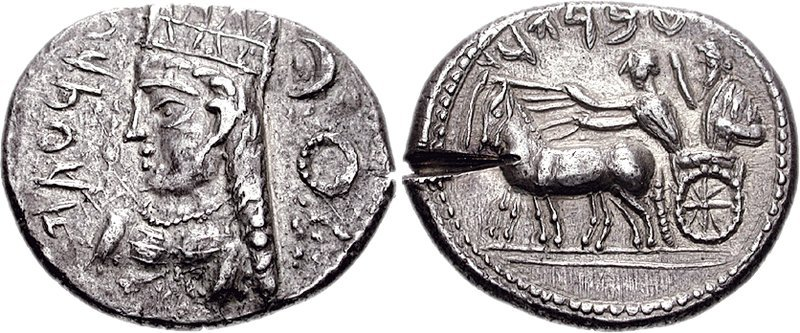
Монета з Манбідж, бл 342-331 р. до н.е., з зображенням богині Атаргатіс в короні

Зображення голів в коронах на аверсі монет в країнах Середземномор'я набуває широкого розповсюдження з IV століття до н.е. Спочатку на них зображались переважно божества, а не королі. Наприклад широко розповсюджено було зображення Богині-Матері з короною (Рею-Кібелу часто зображується в короні, а також богиню, яку Овідій називає "Mater turrita"), Афіни в коронованому шоломі або Зевса у лавровому вінку.
На початку 3 століття до нашої ери правителі держави Селевкидів починають зображати на монетах власні портрети, увінчані на голові короною або діадемою.
В Книзі Одкровення в Новому Завіті широко використовує мотив корони, пов'язуючи його зі спільним правлінням для небесних святих (2:10, 3:11, 4:4), завоюванням (6:2) і божественним правлінням (14:14, 19:12). Це свідчить про те, що використання корони та ці асоціації були чітко зрозумілі в тогочасному античному світі.
```
"«І я глянув, — і ото біла хмара, а на хмарі сидить подібний до Лю́дського Сина. Він мав на Своїй голові золоту корону, а в руці Його гострий серп.» (Одкровення, 14:14)"
```

```
"«І побачив я небо відкрите. І ось білий кінь, а Той, Хто на ньому сидів, зветься Вірний і Правдивий, і Він праведно судить і воює. Очі Його — немов по́лум'я огняне́, а на голові Його — багато корон (вінців). Він ім'я́ мав написане, якого не знає ніхто, тільки Він Сам. I зодя́гнений був Він у шату, покра́шену кров'ю. А Йому на ім'я: Слово Боже.» (Одкровення, 19:11-13)"
```

## Давній Рим

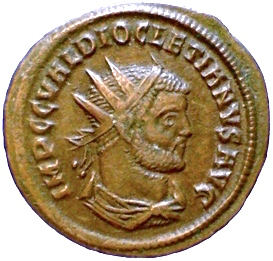
Монета імператора Діоклетіана

Первісний статус римських імператорів, на відміну від римських королів, яких вигнали в перші роки існування міста, відкривши шлях для республіки, був з обмеженими повноваженнями. Імператори традиційно проголошувались (обирались) Сенатом або Легіоном, й церемонії початку їх правління відбувались без особливого ритуалу коронування. 
Пізніше східна діадема та корона були введені імператором Авреліаном, але не були постійними регаліями імператора до правління імператора Костянтина І. До цього римські правителі носили пурпуровий палудаментум (плащ), а також лавровий вінок як символ свого правління. Авреліан також зміцнив позиції культу Sol Invictus. З початку III століття н.е. "Сонячна корона" стала часто використовуватись при зображеннях імператорів, особливо з часів Гордіана III, з розвитком імператорського культу. Імператор Діоклетіан (р. 285-305) значно розвинув церемонію навколо коронації римського імператора; республіканські ідеали та традиції Августових часів були скасовані. Діоклетіан носив золоту корону та імператорські клейноди, й заборонив використовувати пурпурову тканину всім, крім імператорів. 
Костянтин Великий повернувся до діадеми, хоча деякий час зображення "Сонячної корони" ще залишалось. Після прийняття християнства Костянтином та переходу до діадеми наступні Римські та Східні Римські (Візантійські) імператори продовжували носити її як найвищий символ своєї влади. 
Хоча спочатку ніякої конкретної церемонії коронації не спостерігалося, вона поступово еволюціонувала й з'явилась протягом наступного століття. Імператор Юліан був піднятий на щит і увінчаний золотим намистом, наданим одним із його прапороносців. Пізніше він носив діадему, обшиту коштовностями. Подібним чином коронували та прославляли майбутніх імператорів, доки не було прийнято важливе рішення дозволити Константинопольському патріарху фізично покласти корону на голову імператора. Історики дискутують, коли саме це відбулося вперше, але прецедент був чітко зафіксований за імператора Лева II, який був коронований патріархом Акацієм у 473 р. Цей ритуал включав читання молитов Константинопольським першосвященником над короною, і далі - надзвичайно важливий розвиток у літургійному порядку - відбувалась церемонія урочистого коронування. Згідно з "Католицькою енциклопедією": після цієї події,  "церковний елемент у церемоніях коронації швидко розвивається й отримає практичне застосування".

## Східна Римська імперія

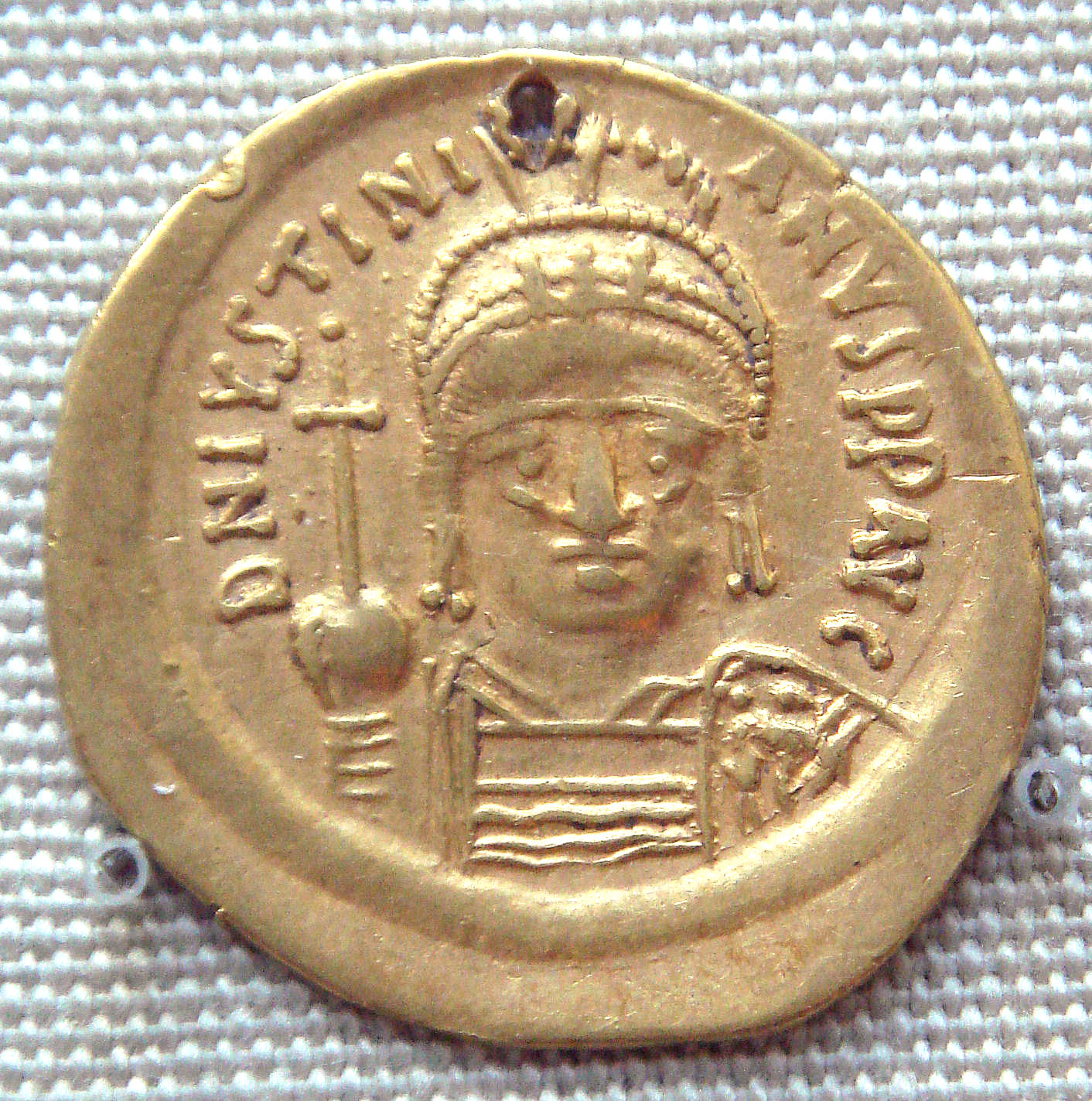
Імператор Юстиніан I (527-565 р.)

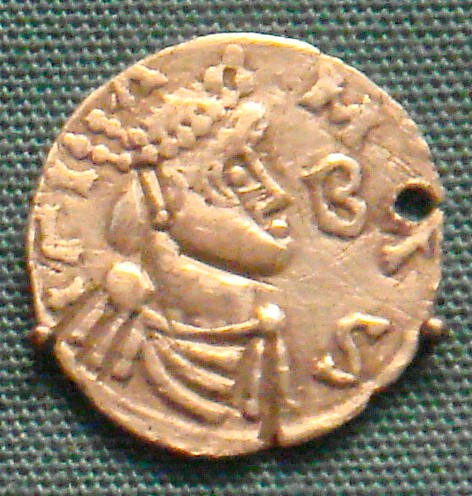
Король франків Гільдеберт III (694-711 р.)

Після остаточного занепаду Риму та відокремлення Східної Римської імперії, на базі римської церемонії формується східно-римський (візантійський) ритуал коронації, в якому одну з ключових ролей відігравав Константинопольський патріарх. Щонайменше з 795 року, церемонія коронації включала вбирання нового імператора в різні предмети спеціального одягу та в імператорські клейноди, до його входу у Софійський собор, після чого він входив до Собору і отримав поклони й знаки уваги від сенаторів та інших патриціїв. Потім Патріарх читав набір тривалих молитов, оскільки суверена в цей час спочатку одягали в спеціальні шати (хламіду), а потім одягали корону. Після цього імператор приймав Святе Причастя, за яким слідували подальші акти поклоніння. З моменту своєї коронації Східний Римський імператор вважався Богообраним та Богопомазаним. Поки Патріарх тримав корону над головою імператора, присутні неодноразово вигукували: Святий!
У наступні століття, отримавши корону від патріарха, Східний Римський імператор міг покладати її собі на голову, символізуючи, що їх панування походить безпосередньо від Бога. Помазання було додано до ритуалу після одинадцятого століття, коли монарх отримував від патріарха благословення. У цей час пурпурові  хламіди також зник з обряду, замінивши їх на мантії. 
Традиції церемонії коронації Римських та Східних римських імператорів в 6-7 ст. починають поширюватись й на інші королівства Європи, які приймають християнство. Відома легенда про Залізну корону Лангобардії, що виводить її від самого Костянтина, але, швидше за все, вона датується 8-9 століттям. В Іспанії король вестготів Сісенанд був коронований в 631 р.. А в 672 р. король Вамба був першим (не римським) сувереном, якого на королівство помазав первосвященник - архієпископ Толедо.
Дві молитви, що їх виголошували під час коронації Римських імператорів, знаходяться у Візантійському Архієратиконі (Святительський Служебник). Другу з цих молитов звершує дияконська команда: «Схиліть голови свої до Господа» та відповідь зборів: «Тобі, Господи». Цей зразок двох молитов відповідає ритуальній формі, що міститься у візантійській літургії для висвячень єпископів, священиків і дияконів, а також для основних благословень, таких як Велике благословення вод у свято Богоявлення. У деяких текстах перша молитва пов'язана з актом вдягання імператора в хламіду, а друга - з актом вінчання його в корону. Хоча візантійський ритуал коронації зазнавав різних змін протягом століть, ці дві молитви послідовно зустрічаються у кожній версії. Вони також пізніше перейшли в ритуали московського царя, починаючи з Івана IV.